# Цезар Ріц
Цезар Йоганн Ріц (нім. Cäsar Johann Ritz), також Сеза́р Жан Ріц (фр. César Jean Ritz); (23 лютого 1850, Нідервальд — 26 жовтня 1918, Кюсснахт) — легенда готельного бізнесу, німецькомовний швейцарець за походженням. Заснував фешенебельні готелі «Ріц» у Парижі і в Лондоні. Його прізвиськом було «король готельєрів та готельєр королів».

## З біографії
Ріц народився в гірському селі Нідервальд як тринадцята дитина в родині фермера Йоганна-Антона Ріца, який також був головою місцевої громади. Він почав свою кар'єру в готелі Le Splendide як метрдотель у ресторані Chez Voisin, який був закритий 1870 року внаслідок франко-прусської війни. Розвернувся на повну потужність у Баден-Бадені. З 1888 року працював у партнерстві з Огюстом Ескоф'є, відомим на прізвисько «король кухарів і кухар королів». 1898 року заснував у Парижі готель Ріц.

## Родина
Батьки
- Johann Josef Anton Ritz
- Kreszentia Heimen

Дружина та діти
Одружився 16 січня 1888, Канни (Приморські Альпи).
Марі Луїза Бек (Marie Louise Beck; 28 жовтня 1867, Трюштерсайм, Нижній Рейн — 8 січня 1961, Париж)
Тесть, теща
- Jean Baptiste Charles Beck (1836—1882)
- Marie Catherine Fettig (1846—1912)

Діти
- Шарль Сезар Алексанр(інші мови) (Charles César Alexandre, 1 серпня 1891, Вольксайм, Нижній Рейн — 11 липня 1976, Париж 1. Inhumé en 1976 cimetière du Père-Lachaise, Paris 20e). Hôtelier, pêcheur à la mouche.
- Рене (René; 1896—1918).